# Georgi Zanew

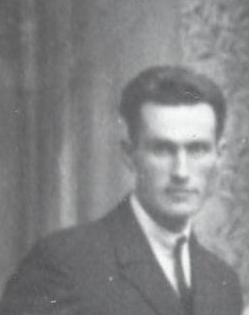
Georgi Zanew, zwischen 1925 und 1927

Georgi Zanew, eigentlich Georgi Zanew Zenow (bulgarisch Георги Цанев; * 21. September 1895 in Borowan; † 21. Juli 1986 in Sofia) war ein bulgarischer Literaturwissenschaftler.

## Leben
Zanew war ab 1949 als Universitätsprofessor tätig. Von 1959 bis 1963 wirkte er als Direktor des Instituts für Literatur der Bulgarischen Akademie der Wissenschaften, deren Mitglied er auch war.
In seiner wissenschaftlichen Tätigkeit verfasste er als grundlegend angesehene Arbeiten zur bulgarischen Literatur des 19. und 20. Jahrhunderts.

## Werke (Auswahl)
- Seiten aus der Geschichte der bulgarischen Literatur, vier Bände, 1967 bis 1975
- Der historische Roman in der bulgarischen Literatur, 1976